# Forsterina velifera
Forsterina velifera är en spindelart som först beskrevs av Simon 1908.  Forsterina velifera ingår i släktet Forsterina och familjen Desidae.
Artens utbredningsområde är Western Australia. Inga underarter finns listade i Catalogue of Life.